# Rhinella centralis
Rhinella centralis is een kikker uit de familie padden (Bufonidae). De soort komt endemisch voor in Panama. De soort werd voor het eerst wetenschappelijk beschreven door Patricia Narvaes en Miguel Trefaut Rodrigues in 2009.
Tot 2009 werd Rhinella centralis beschouwd als een ondersoort van Rhinella glandulosa uit Zuid-Amerika. Bij een herziening van de taxonomie werden de Panamese exemplaren echter als zelfstandige soort onderkend.
Het verspreidingsgebied van Rhinella centralis loopt van de Pacifische zijde van Panama van het westen van de provincie Chiriquí tot in het westen van de provincie Panamá. De kikker leeft in laaglandgebieden tot 200 meter hoogte boven zeeniveau.